# Ex vivo
Ex vivo是一個拉丁文片語，意指在「生物體之外」。常用來指一類利用生物組織，並進行於活體之外的科學實驗。例如取下生物體的一部分組織，將其培養於人工環境，並以這些培養出來的組織進行實驗。